# Kim Källström
Kim Mikael Källström (wym. [ˈkɪm ˈɕɛlˈstrœm]; ur. 24 sierpnia 1982 w Sandviken) – szwedzki piłkarz występujący na pozycji pomocnika. W reprezentacji Szwecji zadebiutował w 2001 roku podczas spotkania towarzyskiego z Finlandią. Syn trenera oraz byłego piłkarza, Mikaela Källströma.

## Kariera klubowa

### Początki kariery
W 1986 roku Källström trafił do młodzieżowej drużyny lokalnego Sandvikens IF. Trzy lata później jego rodzina przeniosła się do Partille, zaś sam Källström rozpoczął treningi w Partille IF. Następnie trafił do BK Häcken, w którym zadebiutował w dorosłym futbolu. W 1999 roku, w swoim pierwszym sezonie w pierwszym zespole, awansował wraz z klubem do szwedzkiej ekstraklasy. Dwa lata później Häcken spadło do Superettan, jednak sam Källström, strzelając m.in. osiem bramek, zainteresował swoją osobą Djurgårdens IF, gdzie przeszedł ostatecznie za kwotę 5 milionów koron szwedzkich.

### Djurgårdens
W swoim pierwszym sezonie w Djurgården, Källström zdobył wraz z klubem dublet, zwyciężając zarówno w rozgrywkach ligowych, jak i w Pucharze Szewecji. Z dorobkiem 12 bramek został także najlepszym strzelcem zespołu. Rok później Djurgården obroniło mistrzostwo kraju, zaś Källström z 14 golami ponownie został najlepszym strzelcem klubu i wicekrólem strzelców całej ekstraklasy. W sezonie 2002/03 zanotował także dwa trafienia w rozgrywkach o Puchar UEFA podczas spotkań z irlandzkim Shamrock Rovers i duńskim København.

### Stade Rennais
W 2004 roku podczas styczniowego okienka transferowego Källström podpisał kontrakt z francuskim Stade Rennais. W nowych barwach zadebiutował 4 stycznia podczas spotkania Pucharu Francji z Angers. 10 stycznia rozegrał swój pierwszy mecz w Ligue 1, zaś Rennes przegrało 0:2 z Toulouse FC. Tydzień później podczas wygranego 4:0 spotkania z FC Sochaux-Montbéliard zdobył swoją pierwszą bramkę dla nowego klubu. Sezon 2003/04 zakończył z dorobkiem siedmiu bramek w osiemnastu występach.
W kolejnych rozgrywkach Källström rozegrał 31 spotkań ligowych, w których zdobył pięć bramek, czym przyczynił się do zajęcia przez Rennes czwartego miejsca, które umożliwiło klubowi grę w Pucharze UEFA. 5 lutego 2005 roku podczas przegranego 1:3 meczu z Olympique Marsylią po raz pierwszy w karierze został ukarany czerwoną kartką, a w konsekwencji wyrzucony z boiska.
W sezonie 2005/06 zdobył osiem bramek, co jest jego najlepszym wynikiem podczas gry we Francji. W czerwcu 2006 roku Rennes zaakceptowało ofertę Olympique Lyon, która za kartę zawodniczą Källströma zaoferowała osiem milionów euro. Podczas dwuipółletniego pobytu w Rennes Källström zdobył ostatecznie 20 bramek w 83 ligowych występach.

### Olympique Lyon
Po udanym okresie w Rennes, w czerwcu 2006 roku Källström przeszedł do Lyonu, z którym to klubem zdobył w kolejnych latach szereg trofeów. 30 lipca zadebiutował w barwach Lyonu podczas zremisowanego 1:1 (i wygranego po serii rzutów karnych) spotkania Superpucharu Francji z Paris Saint-Germain. Pięć dni później rozegrał pierwszy mecz ligowych jako gracz Lyonu, który wygrał wówczas 3:1 z FC Nantes. 17 października podczas wygranego 3:0 spotkania Ligi Mistrzów z ukraińskim Dynamem Kijów Källström zdobył swoją pierwszą bramkę dla klubu. Lyon zakończył fazę grupową rozgrywek bez ani jednej porażki, pokonując m.in. Real Madryt i odpadając dopiero w 1/8 finału z włoską Romą. 22 października podczas wygranego 4:1 meczu z Olympique Marsylią zdobył pierwszego gola dla Lyonu w Ligue 1. Zdobywał bramki także w spotkaniach z AS Saint-Étienne oraz AS Nancy, czym przyczynił się do zdobycia przez Lyon szóstego tytułu mistrza Francji z rzędu. 31 marca 2007 roku pojawił się na boisku w 68. minucie przegranego 0:1 meczu finałowym Pucharu Ligi Francuskiej z Girondins Bordeaux.

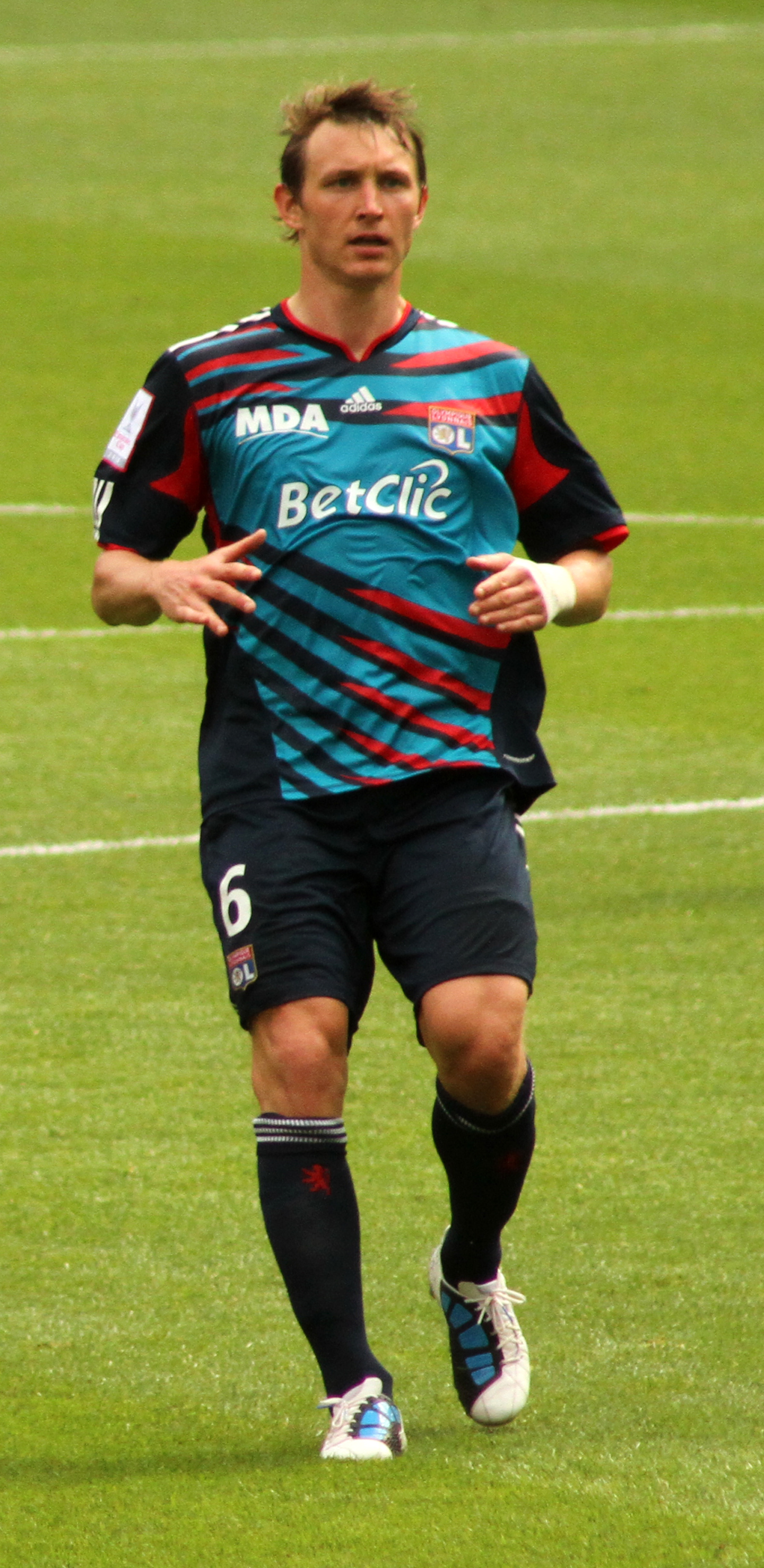
Källström w barwach Lyonu w 2010 roku

Przed sezonem 2007/08 zainteresowanie Källströmem wyraziła hiszpańska Valencia CF, jednak oferta w wysokości 13 milionów euro została odrzucona przez Lyon. Szwed pozostał w klubie, jednak podczas przegranego 0:1 spotkania 2. kolejki Ligue 1 opluł bocznego arbitra, za co otrzymał karę jednego meczu zawieszenia. 29 września w wygrany 3:0 meczu z RC Lens zdobył pierwszą bramkę w sezonie. Tydzień później, podczas wygranego 3:1 spotkania z Bordeaux, trafił do siatki ponownie. 8 listopada zdobył bramkę w wygranym 4:2 meczu Ligi Mistrzów z niemieckim VfB Stuttgart. Jednakże ponownie w tych rozgrywkach Lyon doszedł tylko do 1/8 finału, gdzie został wyeliminowany przez Manchester United. 2 grudnia 2007 roku zdobył dwie bramki i zanotował asystę w wygranym 5:0 spotkaniu ze Strasbourgiem. W wygranym 3:1 meczu ostatniej kolejki sezonu z AJ Auxerre Källström zdobył kolejną bramkę, zaś Lyon zakończył sezon siódmym tytułem mistrzowskim z rzędu. 24 maja 2008 roku Källström wyszedł w podstawowym składzie Lyonu na finał pucharu kraju, podczas którego Olympique wygrało 1:0 z Paris Saint-Germain.

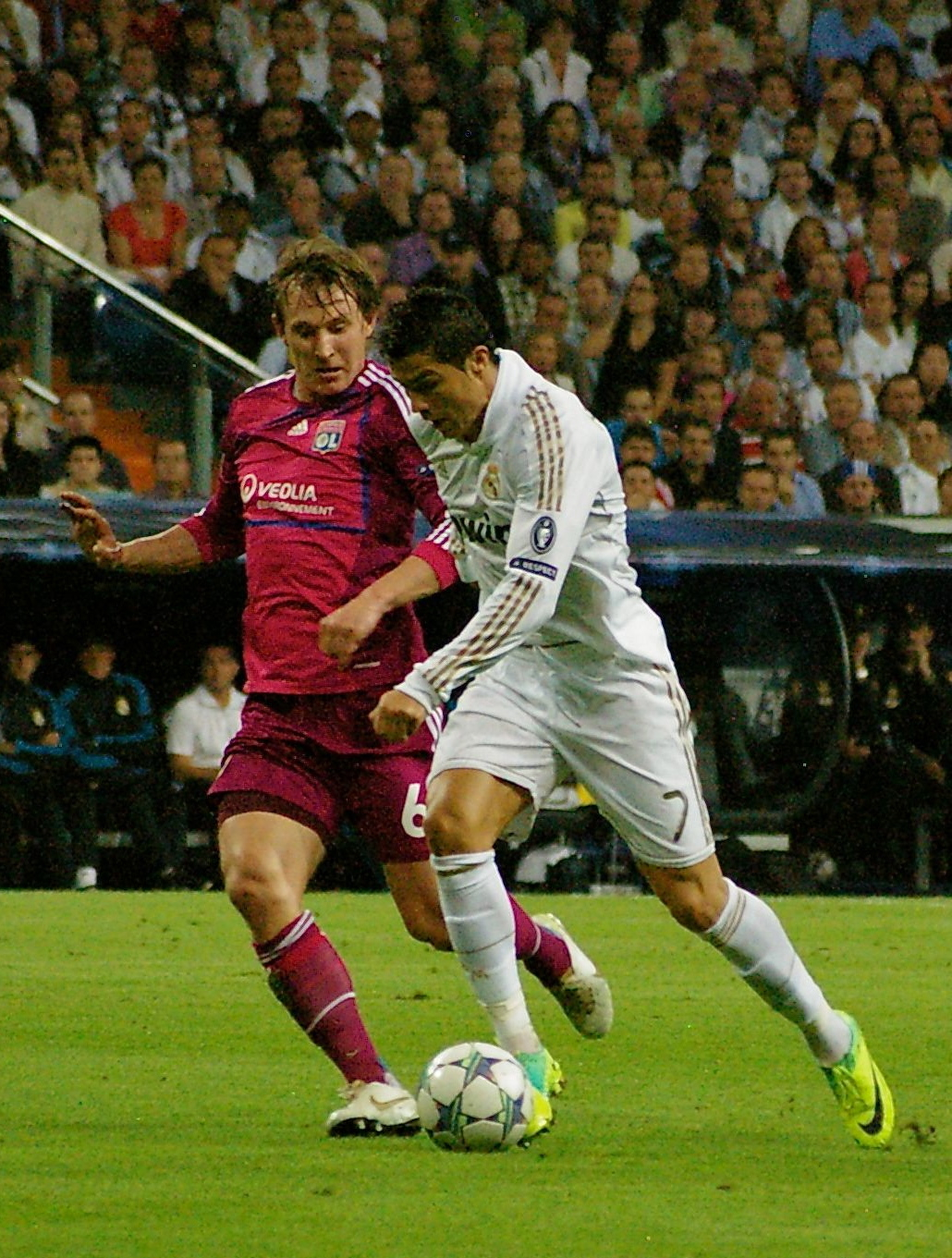
Källström oraz Cristiano Ronaldo podczas spotkania Ligi Mistrzów 18 października 2011 roku

16 listopada 2008 roku Källström zdobył swoją pierwszą bramkę w sezonie 2008/09. Stało się to w wygranym 2:1 spotkaniu z Bordeaux, po którym Lyon umocnił się na pierwszym miejscu w tabeli z siedmiopunktową przewagą. Drugiego i ostatniego w tych rozgrywkach gola zdobył 1 marca 2009 roku podczas zremisowanego 1:1 meczu z Rennes. Słaba końcówka sezonu sprawiła jednak, że Lyon spadł na trzecie miejsce, zaś mistrzostwo kraju zdobyło ostatecznie Bordeaux.
W kolejnych rozgrywkach Källström zdobył cztery bramki w spotkaniach ligowych Lyonu. Pierwsza padła 3 października 2009 roku w wygranym 2:0 meczu z Lens. 20 stycznia 2010 roku podczas wygranego 3:1 spotkania z FC Lorient strzelił z kolei dwa gole. Ostatnia bramka została przez niego zdobyta w przedostatniej kolejce sezonu, w zremisowanym 2:2 meczu z Valenciennes FC. Ostatecznie Lyon zakończył sezon na drugim miejscu z sześcioma punktami straty do pierwszej Marsylii, z którą w trakcie rozgrywek zremisował 5:5. Lepiej poszło klubowi w Lidze Mistrzów, gdzie zanotował on swój najlepszy występ w historii. Sam Källström zdobył bramkę w wygranym 4:0 meczu z węgierskim Debreceni VSC oraz rozegrał w sumie jedenaście spotkań, pomagając dojść Lyonowi do półfinału, gdzie klub odpadł po dwumeczu z Bayernem Monachium.
W sezonie 2010/11, poza grą w linii pomocy, okazjonalnie Källström ustawiany był także na pozycji lewego obrońcy. W trakcie cały rozgrywek strzelił trzy gole, m.in. w zremisowanym 1:1 spotkaniu z późniejszym mistrzem kraju Lille OSC.
Sezon 2011/12 był dla Källströma ostatnim w barwach Lyonu. W jego trakcie rozegrał 32 spotkania ligowego, nie zdobywając przy tym żadnej bramki. W Pucharze Francji strzelił gola oraz zanotował asystę w wygranym 3:1 ćwierćfinałowym meczu z Paris Saint-Germain. W półfinale Lyon zwyciężył 4:0 z Gazélec Ajaccio, dzięki czemu awansował do finału rozgrywek, w którym Källström rozegrał pełne 90 minut, zaś jego klub wygrał 1:0 z Quevilly. Lyon dotarł także do finału pucharu ligi, po drodze pokonując Lille m.in. dzięki bramce Källstroma. Mimo to, Lyon nie zdobył dubletu i w finale przegrał 0:1 po dogrywce z Marsylią. W sierpniu 2012 roku Källström po sześciu sezonach opuścił Lyon, rozgrywając w sumie 283 spotkania, zdobywając dwa tytuły mistrzowskie, dwa puchary kraju oraz dwa superpuchary, a także dwukrotnie docierając z klubem do finału pucharu ligi.

### Spartak Moskwa
28 lipca 2012 roku Källström za kwotę 3 milionów euro (oraz 600 tysięcy zmiennych) przeszedł do rosyjskiego Spartaka Moskwa. 15 września zadebiutował w rozgrywkach Priemjer-Ligi podczas zremisowanego 2:2 spotkania z Kubaniem Krasnodar. 29 września w wygranym 3:1 meczu z Amkarem Perm zdobył swoją pierwszą bramkę dla Spartaka. Källström wystąpił także we wszystkich spotkaniach Spartaka podczas fazy grupowej Ligi Mistrzów, będąc m.in. ukaranym czerwoną kartką 5 grudnia w przegranym 1:2 spotkaniu ze szkockim Celtikiem.

### Wypożyczenie do Arsenalu
31 stycznia 2014 Källström trafił na zasadzie półrocznego wypożyczenia do angielskiego Arsenalu. Na wypożyczenie zdecydowano się pomimo kontuzji pleców, która została wykryta podczas testów medycznych. 25 marca Källström rozegrał pierwszy mecz w barwach Arsenalu, zastępując na boisku Tomáša Rosickiego w 79. minucie ligowego spotkania ze Swansea City. Kolejny jego występ miał miejsce dwa tygodnie później, podczas półfinału Pucharu Anglii z broniącym tytułu Wigan Athletic. Källström pojawił się na boisku w dogrywce, by później wykorzystać jedenastkę podczas wygranej przez Arsenal 4:2 serii rzutów karnych. Trzy dni później po raz pierwszy pojawił się w wyjściowym składzie Arsenalu, który wygrał wówczas 3:1 z West Hamem United. Sezon zakończył z dorobkiem czterech spotkań, a także sięgnął z klubem po Puchar Anglii.

### Powrót do Spartaka
Latem 2014 roku Källström powrócił do zespołu Spartaka. 2 listopada tego samego roku zrobił dwie bramki w zremisowanym 3:3 meczu z Kubaniem Krasnodar.

## Kariera reprezentacyjna
Källström zadebiutował w reprezentacji Szwecji w 2001 roku podczas spotkania z Finlandią. Wraz z kadrą brał udział w Mistrzostwach Europy 2004, Mistrzostwach Świata 2006, Mistrzostwach Europy 2008 oraz Mistrzostwach Europy 2012. Podczas eliminacji do tego ostatniego turnieju zdobył pierwszą bramkę w wygranym 3:2 meczu z Holandią, które to zwycięstwo dało Szwecji awans do mistrzostw. Podczas spotkania eliminacyjnego do Mistrzostw Świata 2014 z Niemcami, Källström wszedł na boisko w drugiej połowie i pomógł Szwecji odrobić czterobramkową stratę i doprowadzić do remisu 4:4.

## Styl gry
Källström jest środkowym pomocnikiem, jednak potrafi także grać po lewej stronie środkowej formacji. Może pełnić rolę głęboko osadzonego rozgrywającego lub też zawodnika z zadaniami bardziej ofensywnymi. Znany jest także z umiejętności precyzyjnego wykonywania rzutów wolnych lewą nogą.

## Statystyki kariery klubowej
| Klub               | Sezon              | Liga               | Liga  | Liga   | Puchar kraju | Puchar kraju | Puchar ligi | Puchar ligi | Europa | Europa | Suma  | Suma   |
| Klub               | Sezon              | Liga               | Mecze | Bramki | Mecze        | Bramki       | Mecze       | Bramki      | Mecze  | Bramki | Mecze | Bramki |
| ------------------ | ------------------ | ------------------ | ----- | ------ | ------------ | ------------ | ----------- | ----------- | ------ | ------ | ----- | ------ |
| Häcken             | 1999               | Superettan         | 22    | 4      | 2            | 1            | –           | –           | –      | –      | 24    | 5      |
| Häcken             | 2000               | Allsvenskan        | 23    | 2      | 3            | 1            | –           | –           | –      | –      | 26    | 3      |
| Häcken             | 2001               | Allsvenskan        | 24    | 8      | 1            | 0            | –           | –           | –      | –      | 25    | 8      |
| Häcken             | Ogólnie            | Ogólnie            | 69    | 14     | 6            | 2            | 0           | 0           | 0      | 0      | 75    | 16     |
| Djurgårdens        | 2002               | Allsvenskan        | 24    | 12     | 6            | 3            | –           | –           | 6      | 1      | 36    | 16     |
| Djurgårdens        | 2003               | Allsvenskan        | 24    | 14     | 3            | 1            | –           | –           | 2      | 0      | 29    | 15     |
| Djurgårdens        | Ogólnie            | Ogólnie            | 48    | 26     | 9            | 4            | 0           | 0           | 8      | 1      | 65    | 31     |
| Stade Rennais      | 2003/04            | Ligue 1            | 18    | 7      | 3            | 0            | 0           | 0           | –      | –      | 21    | 7      |
| Stade Rennais      | 2004/05            | Ligue 1            | 31    | 5      | 1            | 0            | 1           | 1           | –      | –      | 33    | 6      |
| Stade Rennais      | 2005/06            | Ligue 1            | 34    | 8      | 5            | 1            | 0           | 0           | 4      | 0      | 43    | 9      |
| Stade Rennais      | Ogólnie            | Ogólnie            | 83    | 20     | 9            | 1            | 1           | 1           | 4      | 0      | 97    | 22     |
| Olympique Lyon     | 2006/07            | Ligue 1            | 33    | 3      | 3            | 0            | 4           | 0           | 6      | 1      | 46    | 4      |
| Olympique Lyon     | 2007/08            | Ligue 1            | 37    | 5      | 6            | 0            | 2           | 0           | 8      | 1      | 53    | 6      |
| Olympique Lyon     | 2008/09            | Ligue 1            | 32    | 2      | 2            | 0            | 1           | 0           | 6      | 0      | 41    | 2      |
| Olympique Lyon     | 2009/10            | Ligue 1            | 32    | 4      | 2            | 0            | 0           | 0           | 13     | 1      | 47    | 5      |
| Olympique Lyon     | 2010/11            | Ligue 1            | 33    | 3      | 2            | 0            | 1           | 0           | 6      | 0      | 42    | 3      |
| Olympique Lyon     | 2011/12            | Ligue 1            | 32    | 0      | 6            | 1            | 4           | 1           | 9      | 0      | 51    | 2      |
| Olympique Lyon     | Ogólnie            | Ogólnie            | 199   | 17     | 21           | 1            | 12          | 1           | 48     | 3      | 280   | 22     |
| Spartak Moskwa     | 2012/13            | Priemjer-Liga      | 20    | 2      | 1            | 0            | –           | –           | 6      | 0      | 27    | 2      |
| Spartak Moskwa     | 2013/14            | Priemjer-Liga      | 10    | 1      | 1            | 0            | –           | –           | 1      | 0      | 12    | 1      |
| Arsenal (wyp.)     | 2013/14            | Premier League     | 3     | 0      | 1            | 0            | 0           | 0           | 0      | 0      | 4     | 0      |
| Arsenal (wyp.)     | Ogólnie            | Ogólnie            | 3     | 0      | 1            | 0            | 0           | 0           | 0      | 0      | 4     | 0      |
| Spartak Moskwa     | 2014/15            | Priemjer-Liga      | 28    | 2      | 0            | 0            | –           | –           | 0      | 0      | 28    | 3      |
| Spartak Moskwa     | Ogólnie            | Ogólnie            | 58    | 6      | 2            | 0            | 0           | 0           | 7      | 0      | 67    | 6      |
| Grasshoppers       | 2015/16            | Swiss Super League | 33    | 1      | 2            | 0            | –           | –           | 0      | 0      | 35    | 1      |
| Grasshoppers       | 2016/17            | Swiss Super League | 16    | 0      | 1            | 0            | –           | –           | 4      | 0      | 21    | 0      |
| Grasshoppers       | Ogólnie            | Ogólnie            | 49    | 1      | 3            | 0            | 0           | 0           | 4      | 0      | 56    | 1      |
| Djurgårdens        | 2017               | Allsvenskan        | 28    | 3      | 3            | 0            | –           | –           | 0      | 0      | 31    | 3      |
| Djurgårdens        | Ogólnie            | Ogólnie            | 28    | 3      | 3            | 0            | 0           | 0           | 0      | 0      | 31    | 3      |
| Ogólnie w karierze | Ogólnie w karierze | Ogólnie w karierze | 466   | 83     | 52           | 8            | 12          | 2           | 63     | 5      | 590   | 96     |

## Statystyki kariery reprezentacyjnej
| Reprezentacja | Rok     | Występy | Gole |
| ------------- | ------- | ------- | ---- |
| Szwecja       | 2001    | 2       | 0    |
| Szwecja       | 2002    | 5       | 0    |
| Szwecja       | 2003    | 7       | 1    |
| Szwecja       | 2004    | 10      | 1    |
| Szwecja       | 2005    | 7       | 2    |
| Szwecja       | 2006    | 12      | 2    |
| Szwecja       | 2007    | 9       | 2    |
| Szwecja       | 2008    | 10      | 3    |
| Szwecja       | 2009    | 9       | 2    |
| Szwecja       | 2010    | 7       | 0    |
| Szwecja       | 2011    | 11      | 3    |
| Szwecja       | 2012    | 9       | 0    |
| Szwecja       | 2013    | 10      | 0    |
| Szwecja       | 2014    | 8       | 0    |
| Szwecja       | 2015    | 9       | 0    |
| Szwecja       | 2016    | 6       | 0    |
| Ogólnie       | Ogólnie | 131     | 16   |

| 1.  | 6 września 2003      | Göteborg, Szwecja      | San Marino        | 5:0 | 4:0 | El. ME 2004     |
| 2.  | 28 kwietnia 2004     | Coimbra, Portugalia    | Portugalia        | 2:2 | 1:0 | Mecz towarzyski |
| 3.  | 8 czerwca 2005       | Sztokholm, Szwecja     | Norwegia          | 2:3 | 1:0 | Mecz towarzyski |
| 4.  | 12 października 2005 | Sztokholm, Szwecja     | Islandia          | 3:1 | 3:1 | El. MŚ 2006     |
| 5.  | 2 września 2006      | Ryga, Łotwa            | Łotwa             | 1:0 | 1:0 | El. ME 2008     |
| 6.  | 11 października 2006 | Reykjavík, Islandia    | Islandia          | 2:1 | 1:1 | El. ME 2008     |
| 7.  | 22 sierpnia 2007     | Göteborg, Szwecja      | Stany Zjednoczone | 1:0 | 1:0 | Mecz towarzyski |
| 8.  | 21 listopada 2007    | Sztokholm, Szwecja     | Łotwa             | 2:1 | 2:1 | El. ME 2008     |
| 9.  | 20 sierpnia 2008     | Göteborg, Szwecja      | Francja           | 2:3 | 2:3 | Mecz towarzyski |
| 10. | 10 września 2008     | Sztokholm, Szwecja     | Węgry             | 2:1 | 1:0 | El. MŚ 2010     |
| 11. | 19 listopada 2008    | Amsterdam, Holandia    | Holandia          | 1:3 | 1:2 | Mecz towarzyski |
| 12. | 11 lutego 2009       | Graz, Austria          | Austria           | 2:0 | 2:0 | Mecz towarzyski |
| 13. | 10 czerwca 2009      | Göteborg, Szwecja      | Malta             | 4:0 | 1:0 | El. MŚ 2010     |
| 14. | 7 czerwca 2011       | Sztokholm, Szwecja     | Finlandia         | 5:0 | 1:0 | El. ME 2012     |
| 15. | 6 września 2011      | Serravalle, San Marino | San Marino        | 5:0 | 1:0 | El. ME 2012     |
| 16. | 11 października 2011 | Sztokholm, Szwecja     | Holandia          | 3:2 | 1:0 | El. ME 2012     |

## Sukcesy

### Djurgården
- Mistrzostwo Szwecji: 2002, 2003
- Puchar Szwecji: 2002

### Olympique Lyon
- Mistrzostwo Francji: 2006/07, 2007/08
- Puchar Francji: 2007/08, 2011/12
- Superpuchar Francji: 2006, 2007

### Arsenal
- Puchar Anglii: 2013/14